# Lodge (bouwwerk)

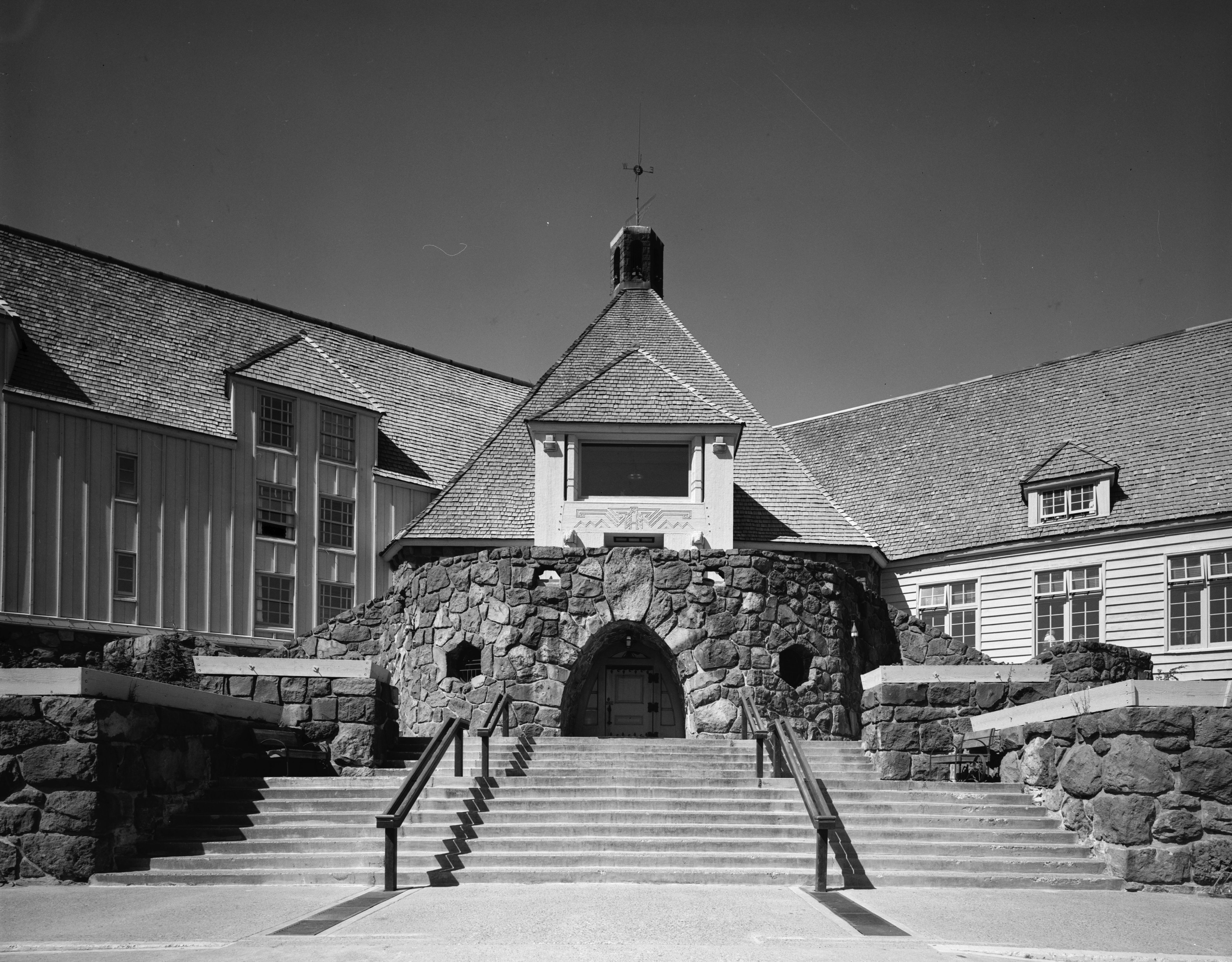
Timberline Lodge in Oregon is een lodge op de zuidflank van Mount Hood in Oregon en wordt gebruikt als berghotel

Een lodge (Engels voor 'loge') is een gebouw, vergelijkbaar met een chalet of blokhut, dat een recreatieve functie heeft. Het woord dekt een relatief brede lading en wordt vooral in Angelsaksische landen gebruikt. Berghutten en rustieke vakantiewoningen, maar ook landelijke hotels, bijvoorbeeld in de nationale parken van de Verenigde Staten, of safari lodges in Afrika, worden met de term aangeduid.